# Karolína Muchová
Karolína Muchová (Olomouc, 21 de agosto de 1996) es una tenista checa.
Muchová hizo su debut en el cuadro principal de la WTA en el Abierto de Corea 2017 después de derrotar a Lee So-ra y Anna Morgina en la calificación. 
Hizo su debut en el cuadro principal en un evento de Grand Slam en el US Open 2018 después de ganar tres partidos de clasificación. Después de ganar su primer partido contra Dayana Yastremska, Muchova derrotó a Garbiñe Muguruza en la segunda ronda para anotar su primera victoria en el top 100, avanzando a la tercera ronda del torneo.

## Primeros años
Karolína Muchová nació en agosto de 1996 en Olomouc.  Su padre es el exfutbolista checo Josef Mucha, quien la introdujo al tenis a la edad de 7 años. También tiene un hermano que es futbolista profesional Filip mucha, con quien practicó muchos deportes cuando eran niños. Como había canchas de tenis cerca de su casa, decidió coger una raqueta de tenis y luego, cuando tenía unos 12 años, eligió el tenis en lugar del Fútbol.  En 2019, se mudó a Praga para entrenar en el I. ČLTK de Praga. Afirmó que su ídolo del tenis cuando crecía era Roger Federer, "Cuando era un poco mayor, admiraba a Roger Federer. Me gustaba su juego agresivo y su forma de subir a la red y cortar. Seguro que tomé algo de él y también de otros jugadores". Durante sus años de junior luchó con muchas lesiones.

## Carrera profesional

### 2013–2018: Un gran avance

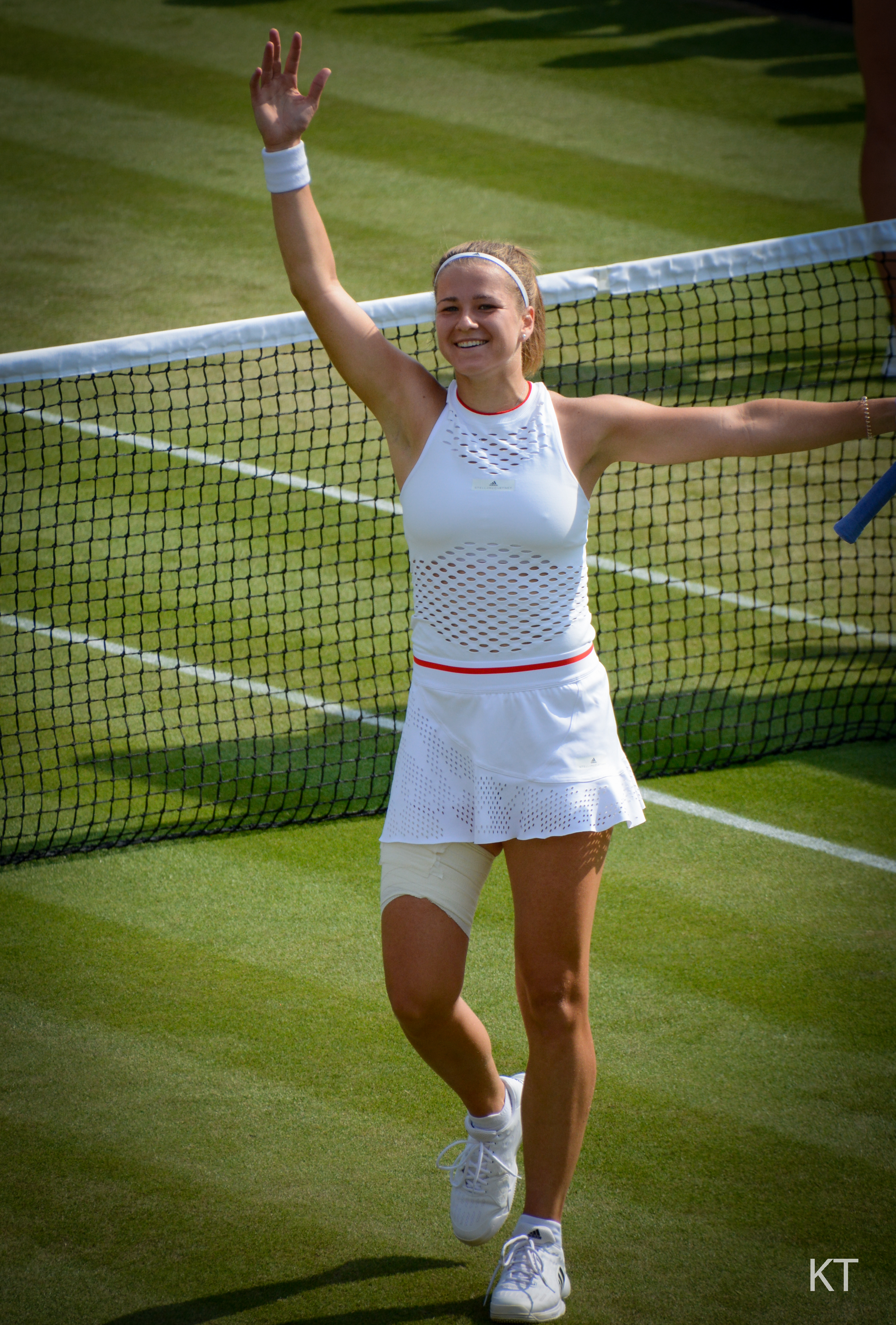
Karolina Muchova luego de vencer a Karolina Pliskova, en la cuarta ronda en el Campeonato de Wimbledon de 2019.

Muchová comenzó a jugar en el Circuito Femenino ITF en octubre de 2013 a la edad de 17 años. Su primer torneo fue un evento de $10 mil en Dubrovnik , donde alcanzó la segunda ronda.  En julio del año siguiente, ganó su primer título ITF en Michalovce, Eslovaquia. Luego comenzó a producir actuaciones bajas hasta marzo de 2016, cuando ganó su segundo título individual en Sharm el-Sheij, y dos semanas después otro evento en el mismo lugar.  En julio de 2017, llegó a la final de la Copa ITS en Olomouc, perdiendo allí ante su compatriota Markéta Vondroušová. Luego hizo su debut en el cuadro principal del WTA Tour en el Torneo de Seúl después de derrotar a dos jugadoras de bajo ranking, y luego perdió en la primera ronda del cuadro principal ante Priscilla Hon.  Hizo su debut en el cuadro principal de un evento importante en el US Open 2018 ganando tres partidos de clasificación. Después de ganar su partido inaugural contra Dayana Yastremska,  luego derrotó a la dos veces campeona de Grand Slam y 12.ª cabeza de serie Garbiñe Muguruza con marcador de 3-6, 6-4 y 6-4 en la segunda ronda para anotarse su primera victoria contra top-20 , avanzando a la tercera ronda del torneo.  En la tercera ronda, perdió ante Ashleigh Barty  por 6-3, 6-4. 

### 2019: Primer título del Tour, cuartos de final en Wimbledon y debut en el Top-30

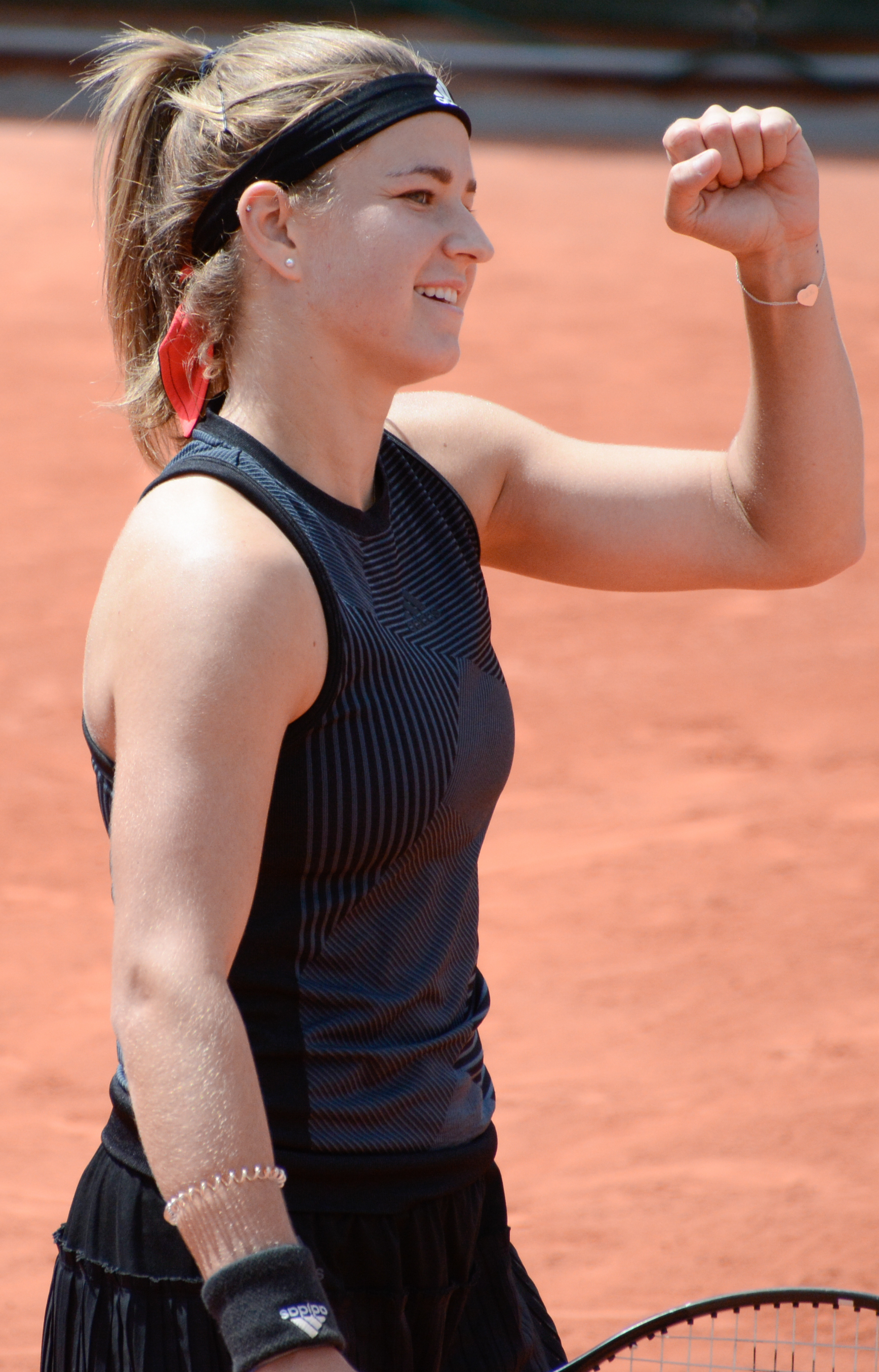
Muchova durante un partido en Roland garros.

Comenzó la temporada 2019, disputando la clasificación del Abierto de Australia, derrotando a Arina Rodiónova, Liudmila Sávinkova y Jamie Loeb sucesivamente para avanzar a la primera ronda perdiendo ante Karolína Plíšková por 6-3 y 6-2.  Luego, en el Qatar Total Open 2019 de nivel Premier,después de superar la fase previa tras derrotar a Karolína Plíšková y Liudmila Samsónova. Llegó a sus primeros cuartos de final del WTA Tour al derrotar a Samantha Stosur y Hsieh Su-wei, pero luego perdió ante la cabeza de serie No. 4, Elina Svitolina por 6-4 y 6-2.  En el Masters de Miami, debutó en los torneos de nivel Premier Mandatory , pero fue eliminada en la segunda ronda por Angelique Kerber luego de ganar el primer set por 6-3 perdiendo los dos siguiente por doble 6-3. Su primera final a nivel de Tour fue en el Prague Open, donde perdió ante Jil Teichmann. Cabe destacar su victoria contra una joven Iga Świątek en primera ronda. Su actuación fue suficiente para llevarla por primera vez al top 100 del ranking WTA.  En junio, venció en tres set a Anett Kontaveit para llegar a la segunda ronda del Abierto de Francia,  donde perdió ante Irina-Camelia Begu en tres set luego de ganar por 6-1 en el primero.  En julio, llegó a cuartos de final del Campeonato de Wimbledon, venciendo a la tercera cabeza de serie Karolína Plíšková 13-11 en el set final de su partido de cuarta ronda, que duró más de tres horas.  Se convirtió en la primera jugadora en llegar a cuartos de final en su debut en Wimbledon desde Li Na en 2006.  En cuartos de final, Muchova perdió ante Elina Svitolina por 7-5 y 6-4.  A esto le siguieron cuartos de final en el Bronx Open perdiendo contra Magda Linette en 3 sets. Avanzó hasta la tercera ronda del US Open, donde fue derrotada por Serena Williams por 6-3 y 6-2.  Su primer título del WTA Tour llegó en el Korea Open de 2019 , donde derrotó a Magda Linette en la final por doble 6-1.  Muchová continuó luego con buenos resultados, llegando a semifinales de la Copa Kremlin, en la que perdió ante Anastasia Pavlyuchenkova en tres sets.  A finales de año, debutó en el WTA Elite Trophy con éxito en su grupo de todos contra todos, derrotando a las estadounidenses, Sofia Kenin y Alison Riske,  pero luego perdió ante Aryna Sabalenka en la semifinales por 7-5 y 7-6, terminando el año como No. 21 del mundo.

### 2020: Resultados mixtos y cuarta ronda del US Open
En 2020, Muchova produjo resultados bastante mixtos. Llegó a la segunda ronda del Abierto de Australia por primera vez en su carrera, pero perdió ante CiCi Bellis en sets seguidos.  Luego jugó en el Qatar Ladies Open ,  con victoria sobre Magda Linette,  pero perdió ante la 7ma cabeza de serie Kiki Bertens en la segunda ronda por 6-2 y 6-4.  Después de la suspensión de seis meses del WTA Tour debido a la pandemia de COVID-19, jugó por primera vez en el Masters de Cincinnati, donde venció a la clasificatoria Ann Li en la primera ronda,  antes de perder ante Naomi Osaka luego de ganar el primer set.  Su mejor actuación de la temporada fue en el Abierto de Estados Unidos, cuando venció a Venus Williams,  Anna Kalinskaya y Sorana Cîrstea respectivamente para alcanzar por primera vez los 16vos allí antes de perder en tres sets ante Victoria Azarenka.  A finales de año, Muchová sólo alcanzó la primera ronda del Torneo de Roland Garros y la segunda ronda del Torneo de Ostrava 2020.  Sin embargo, pasó todo el año dentro del top 30.

### 2021: semifinales del Abierto de Australia y top 20

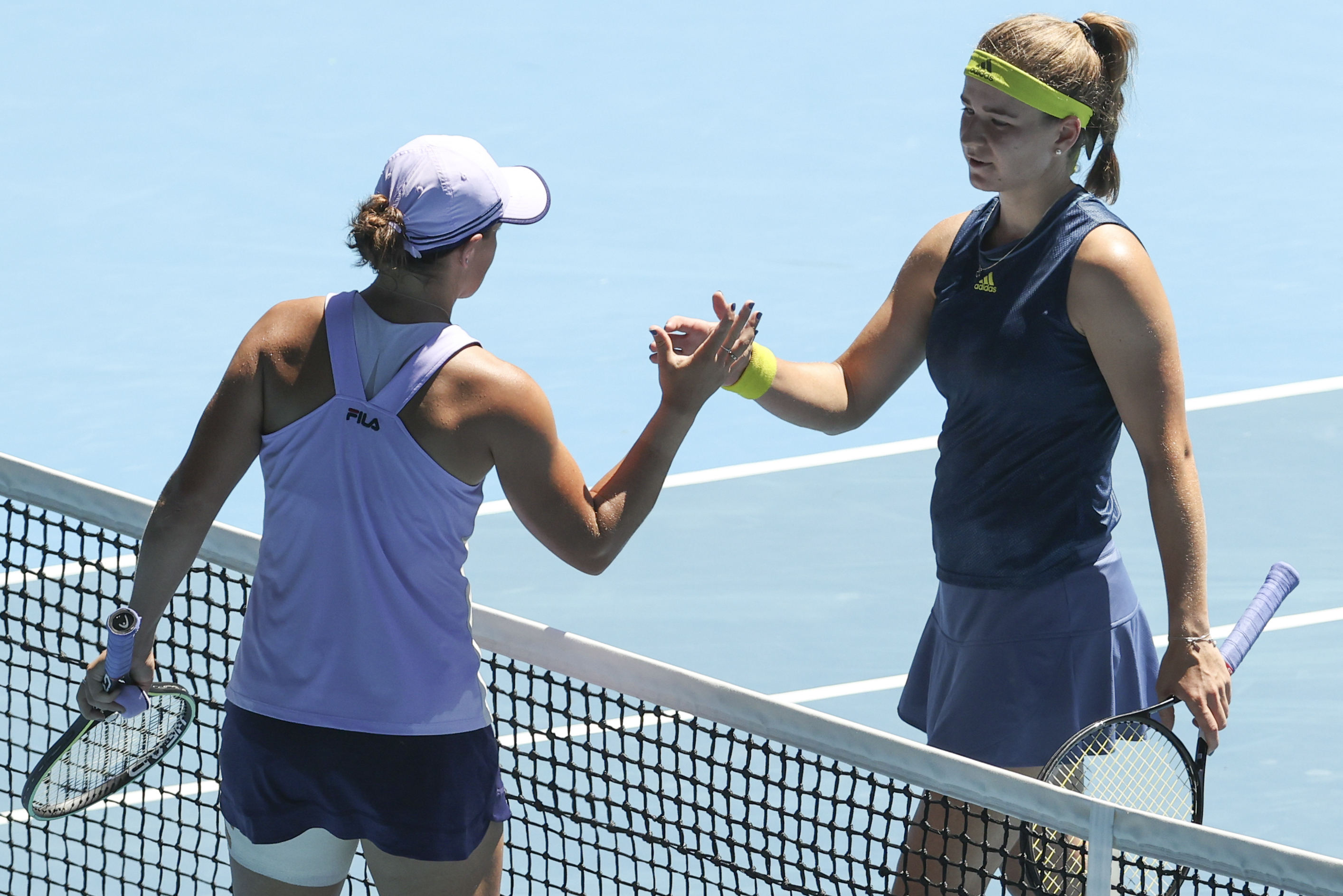
Muchova luego de ganarle a Ashleigh Barty

Muchová inició la temporada 2021 alcanzando las semifinales del Abierto de Australia, tras dejar en el camino a Jeļena Ostapenko, Mona Barthel, Karolína Plíšková, Elise Mertens,  a la n.° 1 del mundo Ashleigh Barty en tres sets luego de perder 6-1 el primero, remontó los dos siguiente por 6-3 y 6-2 siendo su primera victoria sobre top-5, pero perdió en semifinales ante Jennifer Brady en tres sets.
Después de alcanzar los cuartos de final del Abierto de Madrid al derrotar a la segunda cabeza de serie Naomi Osaka y a la decimosexta cabeza de serie Maria Sakkari , su primera actuación en el nivel WTA 1000, Muchová alcanzó el puesto no.19 del mundo, el más alto de su carrera, el 17 de mayo de 2021. Dos semanas después, en junio, su buena forma continuó cuando llegó a la tercera ronda de Roland Garros, también por primera vez en su carrera, perdiendo contra Sloane Stephens en dos sets.
Preclasificada en el puesto n.°19 en Wimbledon, alcanzó los cuartos de final por segunda vez tras vencer a en el camino a Zhang Shuai, Camila Giorgi, Anastasía Pavliuchénkova y a Paula Badosa en sets corrido, destacando que antes de perder contra Angelique Kerber por 6-2 y 6-3 solo había perdido un sets contra la italiana Camila Giorgi. Muchova fue la tercera mujer en la historia de Wimbledon en alcanzar los cuartos de final en sus dos primeras apariciones en el evento (2019 y 2021).
Muchová disputó el Abierto de Estados Unidos como cabeza de serie n.°22  siendo eliminada en la primera ronda por Sara Sorribes Tormo, en sets seguidos, siendo este su último partido la temporada por motivo de una lesión abdominal. Finalizó la temporada con marca de 19-9 y terminado en el puesto 32 del ranking. 

### 2022: lesiones, tercera ronda del Abierto de Francia y fuera del top 100
No jugó en el Abierto de Australia debido a una lesión. Como resultado, abandonó el top 50 del ranking WTA.
Muchová regresó en el Masters de Miami como jugadora no preclasificada. En la primera ronda, derrotó a su compatriota checa Tereza Martincová en dos sets de tie-break. Luego, derrotó a la cabeza de serie n.° 18 Leylah Fernandez , antes de retirarse de su partido de tercera ronda contra Naomi Osaka.
Regreso para el Masters de Madrid, utilizando el ranking protegido, derrotó a la promesa china Zheng Qinwen, antes de perder ante la cabeza de serie n.° 11 Belinda Bencic en tres sets.
Ocupó el puesto n.°81 en el Abierto de Francia, su forma mejoró sustancialmente ya que pudo llegar a la tercera ronda, derrotando a la 4ta cabeza de serie y semifinalista de 2021, Maria Sakkari, en sets seguidos, para lograr la mayor victoria de su carrera y su cuarta victoria entre top-5 .  Se retiró en su siguiente partido contra Amanda Anisimova debido a múltiples lesiones. Fue derrotada en primera ronda por primera vez en Wimbledon tras caer en sets corridos contra Simona Halep, luego caería nuevamente en primera ronda en el Abierto de Estados Unidos tras perder contra Ajla Tomljanović en 2 set. 
A pesar de estas mejoras en la forma, terminó el año fuera del top 100, en el puesto número 151 del mundo con record de 11 victorias y 12 derrotas, su mayor cantidad desde 2019.

### 2023: Finales importantes y n.° 8 del mundo
Comenzó la temporada disputando el Torneo de Auckland llegado hasta cuartos de final donde cayó derrotada por Rebeka Masarova en set corridos. Utilizando su ranking protegido, regresó al Abierto de Australia de 2023 y llegó a la segunda ronda siendo derrotada por la estadounidense Danielle Collins en tres sets. También alcanzó los cuartos de final en Torneo de Dubái, derrotando a Belinda Bencic por 6-1 y 6-4, pero se retiró del partido de cuartos de final contra Jessica Pegula, estos resultados le permitieron alcanzar nuevamente el top 100 el 27 de febrero de 2023, después de subir 35 posiciones.
En el Masters de Indian Wells , todavía usando el ranking protegido, alcanzó la cuarta ronda al derrotar a Yulia Putintseva, luego Victoria Azarenka, Martina Trevisan y a Markéta Vondroušová para alcanzar su terceros cuarto de final de la temporada y el segundo en el nivel WTA 1000. Cayó derrotada contra Yelena Rybákina en tres sets. Como resultado de sus buenas actuaciones, ganó 20 posiciones en el ranking de individuales.
En el Masters de Miami , esta vez despuntando la calificación, avanzó a la tercera ronda derrotando a Jil Teichmann y a Zhu Lin, fue derrotada en 16vos por la rumana Sorana Cîrstea en set corridos por 7-5 y 6-1. Como resultado, llegó a un par de puestos por debajo del top 50 en el ranking. En el Masters de Roma alcanzó por primera vez los octavos de final en este torneo luego de derrotar a Kamila Rajímova, las italianas Martina Trevisan y Camila Giorgi siendo derrotada por Paula Badosa en tres set.

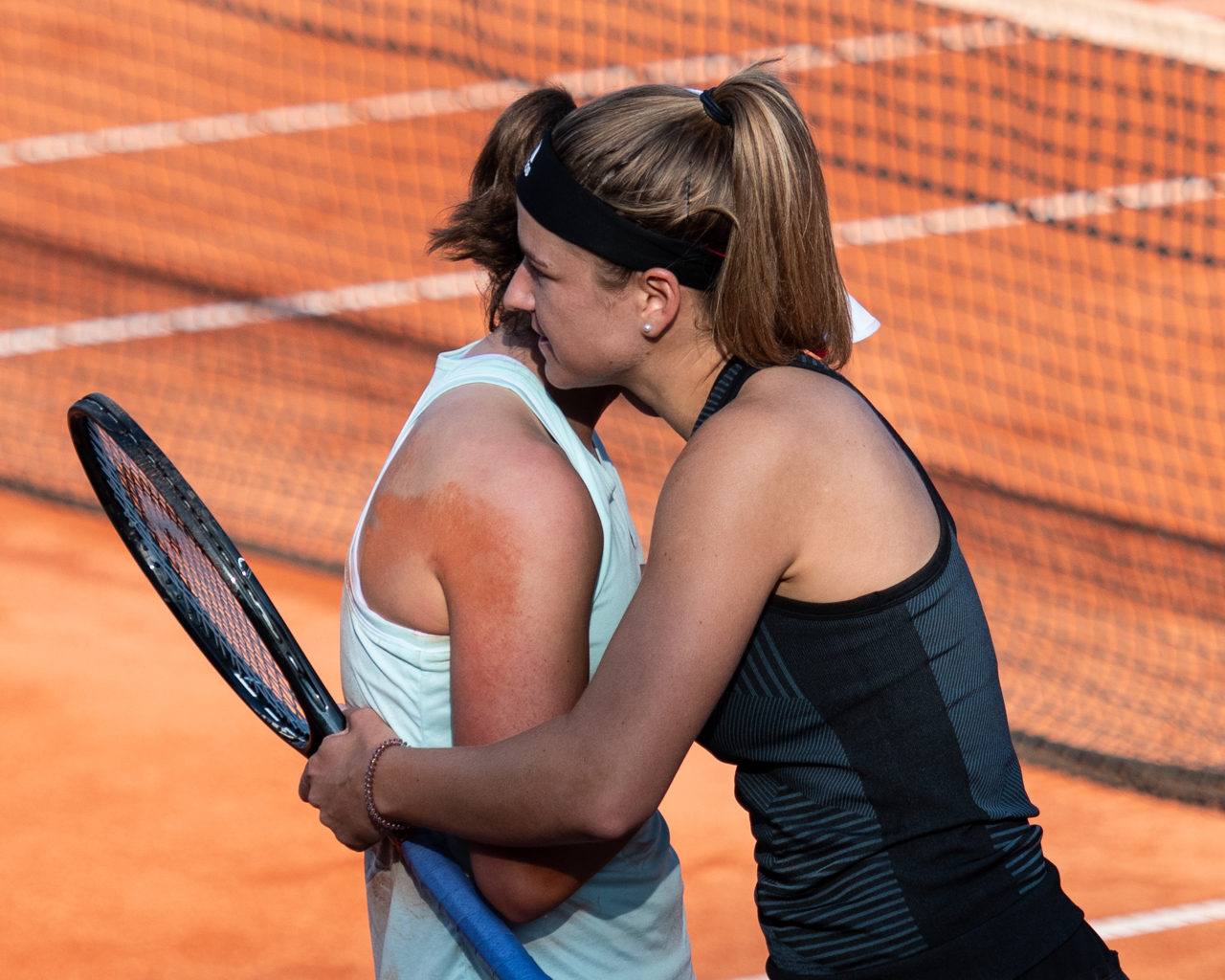
Iga Świątek & Karolína Muchová en la final de Roland Garros en 2023.

En Torneo de Roland Garros 2023 , ocupó el puesto n.º 43 del ranking , y derrotó a la n.º 8 del mundo, Maria Sakkari, en la primera ronda en 2 set,  su segunda victoria consecutiva en este torneo contra la griega y su octava victoria ante una top 10 en general.  Venció a Nadia Podoroska , Irina-Camelia Begu y a la lucky loser Elina Avanesyan para alcanzar los cuartos de final por primera vez, y a Anastasia Pavlyuchenkova por 7-5 y 6-2 para alcanzar su segunda semifinal de Grand Slam, y su primera en Roland Garros. Derrotó a la n.º 2 del mundo, Aryna Sabalenka, en un partido de tres sets que duró más de tres horas, salvando un punto de partido y recuperándose de un 2-5 en contra en el último set para alcanzar su primera final de Grand Slam, como la cuarta finalista femenina con peor ranking en la historia del Abierto de Francia.  Se convirtió en la quinta jugadora checa en llegar a la final de Roland Garros en la Era Abierta.  En la final, perdió ante la número uno del mundo y campeona defensora, Iga Świątek, en tres sets por 6-2, 5-7 y 6-4.  Como resultado, alcanzó un nuevo récord personal en el puesto n.º 16, el 12 de junio de 2023.
En Masters de Cincinnati, llegó a la final de un WTA 1000 por primera vez, después de derrotar a la cabeza de serie n.º 12 Beatriz Haddad Maia tras perder el primer set y ganar los dos siguientes por 6- y 6-4, luego derrotó Petra Martić en un partido que se disputó a 3 set, en la siguiente ronda venció la octava cabeza de serie Maria Sakkari por cuarta vez de manera consecutiva, se enfrentó en cuartos a su compatriota Marie Bouzková quien se retiró después de disputar 3 juegos y sorprendió nuevamente a la n.º 2 del mundo Aryna Sabalenka en un partido que se fue a tres set y que Muchova remontó después de perder el primer set 6-7 (7-4) y ganando los dos siguientes por 6-3 y 6-2. En la final, perdió ante la n.º 6 del mundo Coco Gauff en dos sets por 6-3 y 6-4, pero registró su mejor ranking de su carrera de n.º 10 hasta ese momento.  En el US Open, Muchová volvió a tener una buena forma al llegar a las semifinales del torneo por primera vez en su carrera y segunda en un major en la temporada. Ganó sus primeras tres rondas en sets seguidos, derrotando a Storm Hunter, Magdalena Fręch y Taylor Townsend, antes de superar a Wang Xinyu en tres sets en la cuarta ronda. Luego despachó rápidamente a Sorana Cîrstea en su partido de cuartos de final, perdiendo sólo tres juegos, 6-0 y 6-3. En semifinales, perdió su segundo partido ante Coco Gauff en un mes, cayendo en dos sets por 6-4 y 7-5 en lo que finalmente sería su último partido de la temporada.  A pesar de la derrota, Muchová alcanzó el ranking más alto de su carrera como N.º 8 del mundo el 11 de septiembre de 2023.

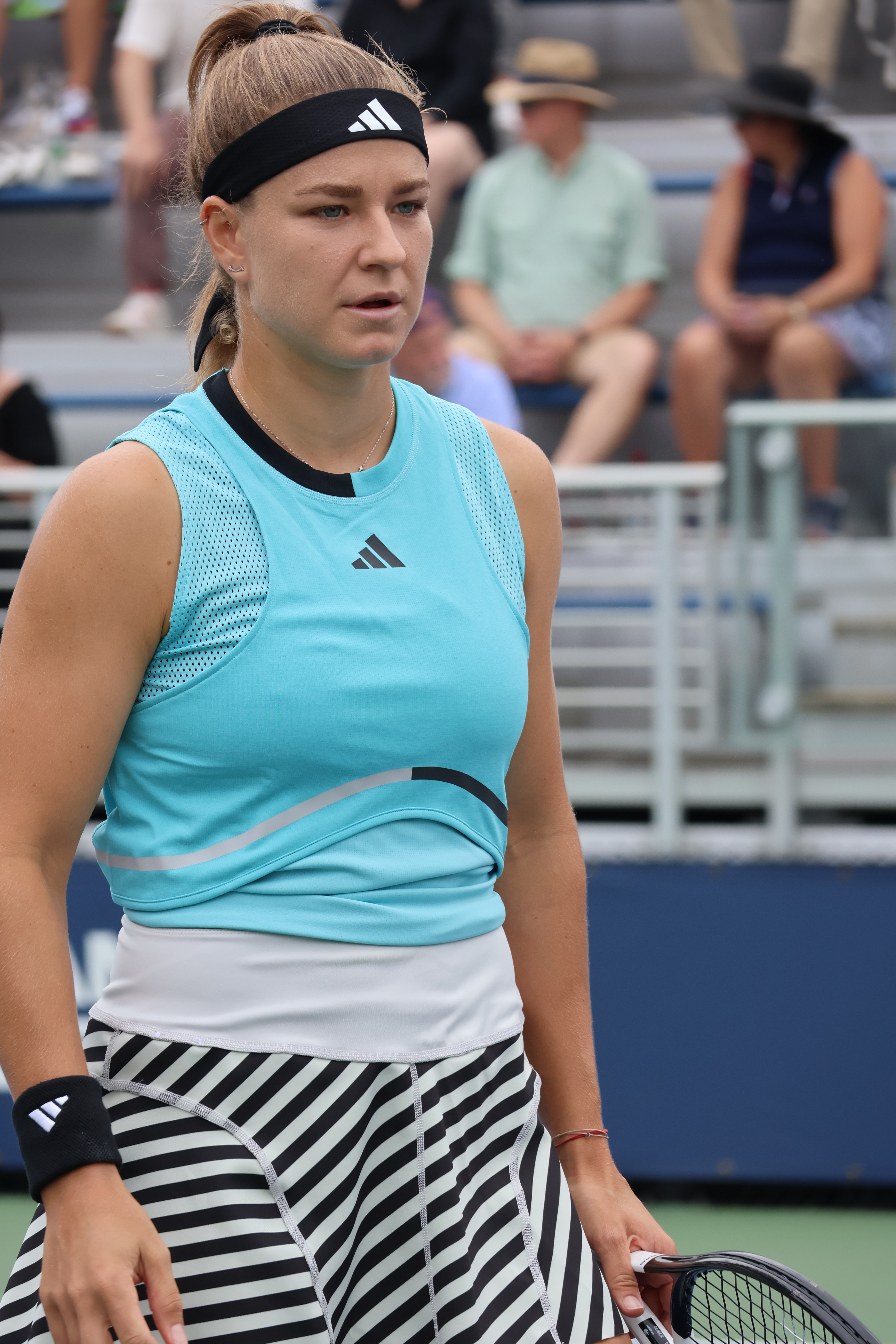
Muchová durante un partido del Abierto de Estados Unidos en 2023.

A pesar de retirarse tanto del Pan Pacific Open como del China Open , Muchová se clasificó para las WTA Finals por primera vez el 6 de octubre, consiguiendo la última plaza. Desafortunadamente, se vio obligada a retirarse del torneo menos de una semana antes de que comenzara debido a una lesión en la muñeca derecha que sufrió en el Abierto de Estados Unidos, lo que puso fin a su temporada.Terminó la temporada con marcas de 38-13 siendo la mejor temporada de su carrera profesional, lo que le permitió terminar el año en el puesto N.º 8 del Ranking WTA, a pesar de sus buenos resultados no levantó ningún título.

### 2024: Regreso tras lesiones y grandes actuaciones
A principios de la temporada 2024, se saltó todos los torneos de importantes durante el verano australiano y el Abierto de Australia. En febrero de 2024, se sometió a una cirugía que la obligó a saltarse la gira por Oriente Medio y los Masters de Indiana Wells y Miami lo que prolongó su pausa.
Muchova hizo su regreso al WTA Tour en junio en el Rothesay International 2024, donde obtuvo su primera victoria contra Elina Avanesian que se retiró en el primer set, luego derrotó a Magda Linette por 6-4 y 6-1 pasando a cuartos de finales donde iba a enfrentar a Madison Keys, sin embargo, después de una ligera rigidez en su muñeca, se retiró de la siguiente ronda.
En Wimbledon , tuvo un difícil sorteo contra Paula Badosa, y perdió en sets seguidos. Después de su decepcionante paso por Inglaterra, disputó el Torneo de Palermo, su primer torneo en tierra batida de la temporada, como wild card y segunda cabeza de serie, y alcanzó los cuartos de final al derrotar a Katarzyna Kawa por retiro y a la alemana Noma Noha Akugue en tres sets. Luego, derrotó a la australiana Astra Sharma en dos tie-breaks cerrados para llegar a las semifinales, donde despidió a Irina-Camelia Begu por 6-1, 6-1 para alcanzar su primera final desde agosto de 2023, y su primera en tierra batida desde el Abierto de Francia de 2023.  En la final, perdió un partido reñido ante la campeona defensora Zheng Qinwen por 6-4, 4-6 y 6-2.

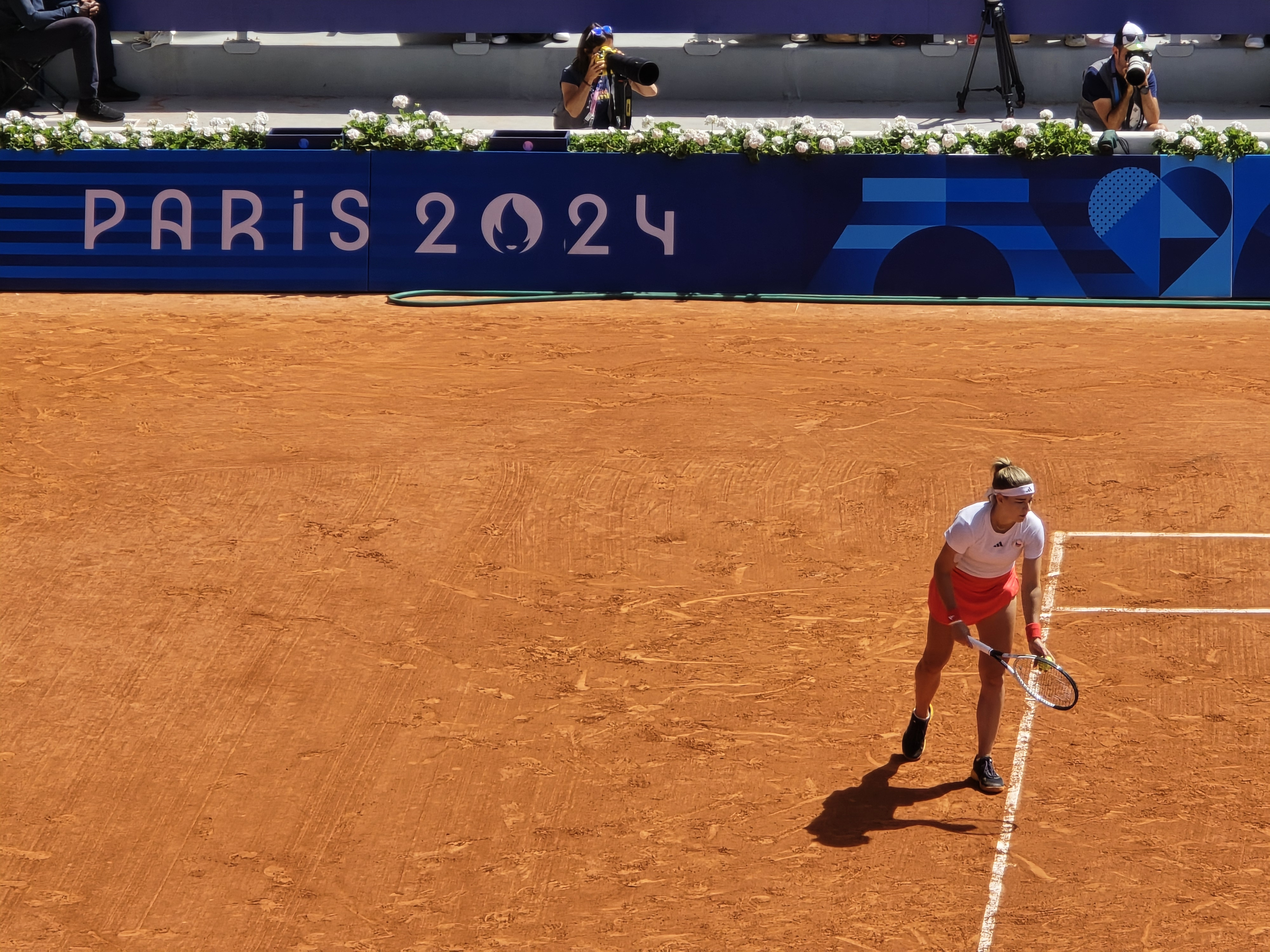
Karolína Muchová en los Juegos Olímpicos de París 2024, donde terminó en 4to lugar en dobles junto a Linda Nosková.

En el Abierto de Estados Unidos , Muchová alcanzó nuevamente la etapa de semifinales del torneo por segundo año consecutivo, sin perder un set, derrotando a Katie Volynets , Naomi Osaka , Anastasia Potapova,  la quinta cabeza de serie Jasmine Paolini  y posteriormente a Beatriz Haddad Maia por 6-1 y 6-4 para acceder, por segundo año consecutivo, a semifinales del US Open.  Perdió en semifinales ante la N.º 6 del mundo Jessica Pegula , en tres sets.
En el Abierto de China de 2024 , alcanzó su sexta final del WTA Tour derrotando a Anna Blinkova, Yuan Yue, Jaqueline Cristian, Cristina Bucșa, la primera cabeza de serie y número 2 del mundo Aryna Sabalenka y la local y quinta cabeza de serie Zheng Qinwen en semifinales. En la final perdió por tercera vez consecutiva ante Coco Gauff en sets seguidos esta vez por 6-1 y 6-3.

## Estilo de juego y entrenamiento
Muchová es una jugadora agresiva en todas las canchas, con un juego inteligente y una variedad excepcional. Tiene potentes golpes de fondo desde ambos extremos, y utiliza tanto su derecha como su revés para conseguir tiros ganadores desde cualquier posición de la cancha. 
Ha sido elogiada por su capacidad para incorporar golpes más suaves, como dejadas, globos y reveses cortados , a su juego, rompiendo constantemente el ritmo de los intercambios desde la línea de fondo y siendo capaz de conseguir tiros ganadores con estos golpes típicamente defensivos.
Su juego de pies, velocidad y anticipación le permiten ser una de las restadoras más fuertes del WTA Tour. Como resultado de su condición física ejemplar, es capaz de mantener largos intercambios y es una contragolpeadora efectiva, extendiendo los intercambios hasta que puede crear una oportunidad para golpear un tiro ganador. Debido a su experiencia en dobles, Muchová es una fuerte jugadora de red y es una de las voleas más fuertes del tour, acercándose con frecuencia a la red para terminar los puntos. Según la múltiple ganadora de grand slam y considera como una de las mejores jugadoras de todos los tiempos, Chris Evert comentó que "Juega como un hombre. Quiere jugar como un hombre" haciendo referencia a que  "Los chicos tienen servicios más potentes que las mujeres, tienen mejores voleas en su mayoría, se mueven un poco mejor".
A lo largo de 2019, su temporada de despegue, fue elogiada por su estilo de juego por el varias veces campeón de Grand Slam, Mats Wilander , quien afirmó que podía "lograr grandes cosas". Con su comportamiento en la cancha, estilo fluido, gracia y variedad, algunos comentaristas la han comparado con Justine Henin y Roger Federer.
Muchová ha tenido varios entrenadores a lo largo de su carrera: Emil Miške (2017–2019, abril de 2023–), David Kotyza (2020–agosto de 2022), Jan Blecha (septiembre de 2022–abril de 2023) y Kirsten Flipkens (2023–).

## Respaldos
Muchová está patrocinada por Adidas para su indumentaria y por Head para sus raquetas.

## Torneos de Grand Slam

### Individual

#### Finalista (1)
| Año  | Campeonato    | Oponente en la final | Resultado     |
| 2023 | Roland Garros | Iga Świątek          | 2-6, 7-5, 4-6 |

## Títulos WTA (1; 1+0)

### Individual (1)
| Leyenda                                |
| -------------------------------------- |
| Grand Slam (0)                         |
| Juegos Olímpicos (0)                   |
| WTA Finals (0)                         |
| P. Mandatory & Premier 5, WTA 1000 (0) |
| Premier, WTA 500 (0)                   |
| International, WTA 250 (1)             |

| N.º | Fecha                    | Torneo | Superficie | Oponente en la final | Resultado |
| 1.  | 22 de septiembre de 2019 | Seúl   | Dura       | Magda Linette        | 6-1, 6-1  |

#### Finalista (5)
| N.º | Fecha                | Torneo        | Superficie    | Oponente en la final | Resultado        |
| 1.  | 4 de mayo de 2019    | Praga         | Tierra batida | Jil Teichmann        | 6-7(5), 6-3, 4-6 |
| 2.  | 10 de junio de 2023  | Roland Garros | Tierra batida | Iga Świątek          | 2-6, 7-5, 4-6    |
| 3.  | 20 de agosto de 2023 | Cincinnati    | Dura          | Coco Gauff           | 3-6, 4-6         |
| 4.  | 21 de julio de 2024  | Palermo       | Tierra batida | Qinwen Zheng         | 4-6, 6-4, 2-6    |
| 5.  | 6 de octubre de 2024 | Pekín         | Dura          | Coco Gauff           | 1-6, 3-6         |

## Títulos ITF

### Individual: 2
| Leyenda             |
| ------------------- |
| Torneos de $100 000 |
| Torneos de $80 000  |
| Torneos de $60 000  |
| Torneos de $25 000  |
| Torneos de $15 000  |

| N.º | Fecha               | Torneo                 | Superficie    | Rival                | Marcador |
| --- | ------------------- | ---------------------- | ------------- | -------------------- | -------- |
| 1.  | 3 de agosto de 2014 | Michalovce, Slovakia   | tierra batida | Jana Jablonovská     | 6-3, 6-1 |
| 2.  | 27 de marzo de 2016 | Sharm el-Sheikh, Egypt | dura          | Anastasiya Komardina | 6-0, 6-2 |

### Dobles: 1
| Leyenda             |
| ------------------- |
| Torneos de $100 000 |
| Torneos de $80 000  |
| Torneos de $60 000  |
| Torneos de $25 000  |
| Torneos de $15 000  |

| N.º | fecha                    | Torneo                               | Superficie    | Pareja           | rivales                          | marcador    |
| --- | ------------------------ | ------------------------------------ | ------------- | ---------------- | -------------------------------- | ----------- |
| 1.  | 21 de septiembre de 2014 | Hluboká nad Vltavou, República Checa | tierra batida | Jana Jablonovská | Veronika Kolářová Petra Krejsová | 7-6(2), 7-5 |

## Clasificación histórica en Grand Slams
| Torneo                    | 2018       | 2019       | 2020       | 2021       | 2022       | 2023       | 2024       | Títulos    | G - P      |
| Grand Slam                | Grand Slam | Grand Slam | Grand Slam | Grand Slam | Grand Slam | Grand Slam | Grand Slam | Grand Slam | Grand Slam |
| ------------------------- | ---------- | ---------- | ---------- | ---------- | ---------- | ---------- | ---------- | ---------- | ---------- |
| Abierto de Australia      | A          | 3R         | 1R         | SF         | A          | 2R         | A          | 0/4        | 7-4        |
| Roland Garros             | 1R         | 2R         | 1R         | 3R         | 3R         | F          | A          | 0/5        | 11-5       |
| Wimbledon                 | 2R         | CF         | ND         | CF         | 1R         | 1R         | 1R         | 0/5        | 8-5        |
| Abierto de Estados Unidos | 3R         | 3R         | 4R         | 1R         | 1R         | SF         | SF         | 0/7        | 17-7       |
| Ganados - Perdidos        | 2-1        | 7-4        | 4-3        | 11-4       | 2-3        | 12-4       | 5-2        | 0/21       | 43-21      |